# Romano (usurpatore)
Romano (latino: Romanus; ... – 470) è stato un senatore romano che si ribellò all'imperatore Antemio, finendo però giustiziato.

## Biografia
Le fonti per l'usurpazione di Romano sono scarse; Cassiodoro (Chronicon, 1289) e Paolo Diacono (Historia romana, xv.2) si limitano a riferire che nel 470 Romano, un patricius, dopo aver tentato di ottenere la porpora, fu condannato a morte mediante decapitazione da parte di Antemio.
Giovanni di Antiochia riferisce (frammento 207) che Romano era stato magister officiorum ed era uno stretto collaboratore del potente magister militum di origine barbara Ricimero; Romano, assieme ad altri, fece ammalare Antemio con la stregoneria, ma venne scoperto e punito dall'imperatore.
Considerando che nel 472 Ricimero elesse un nuovo imperatore, Anicio Olibrio, in opposizione ad Antemio, è probabile che un simile piano sia stato concepito anche in occasione del tentativo di Romano. In alternativa, è possibile che Antemio abbia voluto colpire i collaboratori di Ricimero prendendo come scusa la propria cattiva salute e accusandoli di stregoneria.
Il fato di Romano causò la rottura tra Ricimero e l'imperatore (che era suo suocero): Ricimero, infatti, abbandonò Roma con 6000 uomini dirigendosi verso Milano.